# Manuel Gustavo Bordalo Pinheiro
Manuel Gustavo Bordalo Pinheiro (Lisboa, 20 de junio de 1867 - Lisboa, 8 de septiembre de 1920) fue un ilustrador, ceramista, caricaturista y autor de cómics portugués que fue pionero en la ilustración infantil en Portugal, con la creación del héroe que bautizó la revista O Gafanhoto.

## Biografía
Era hijo de Elvira Ferreira de Almeida y de Rafael Bordalo Pinheiro, y sobrino de los artistas Maria Augusta Bordalo Pinheiro y Columbano Bordalo Pinheiro.
Inició su actividad como ilustrador en una publicación de su padre, O António Maria (1879-1885; 1891-1898). También trabajó en las revistas Ponto nos ii (1885-1891), A Paródia (1900-1907), que dirigió tras la muerte de su padre. También colaboró en las revistas Serões (1901-1911), Ilustração Portugueza (1903-1923), Atlântida (1915-1920), Miau! (1916) y The Grasshopper , entre muchos otros.
Fue presidente del Grupo de Humoristas Portugueses y profesor de la Escuela Industrial Rodrigues Sampaio y de la Escuela Industrial Fonseca Benevides.
En 1905, tras el fallecimiento de su padre, heredó la Fábrica de Loza en Caldas da Rainha. En 1908 fundó una nueva fábrica, inicialmente llamada "São Rafael" y luego llamada Fábrica Bordalo Pinheiro. Característica de su producción es la alianza entre el naturalismo de la cerámica de Caldas da Rainha y las tendencias del Art Nouveau.
Fue retratado en 1884 en un óleo sobre madera por su tío, Columbano Bordalo Pinheiro.

## Reconocimientos
El 6 de diciembre de 1920 se le concedió, a título póstumo, el grado de Oficial de la Orden Militar de Santiago de la Espada.
En 1921 tuvo lugar una conferencia en honor a Manuel Gustavo Bordalo Pinheiro, a su padre Rafael Bordalo Pinheiro y a su abuelo Manuel Maria Bordalo Pinheiro, que resultó en la obra Os Três Bordalos.